# Dolichopeza polita pratti
Dolichopeza (Oropeza) polita pratti là một phân loài ruồi của loài Dolichopeza (Oropeza) polita trong họ langpootmuggen (Tipulidae). Phân loài này phân bố ở miền Tân bắc.